# Сьверчинкі (Торунський повіт)
Сьверчинкі (пол. Świerczynki) — село в Польщі, у гміні Лисомиці Торунського повіту Куявсько-Поморського воєводства.